# Maison d'Osorio
 (juin 2022).
Si vous disposez d'ouvrages ou d'articles de référence ou si vous connaissez des sites web de qualité traitant du thème abordé ici, merci de compléter l'article en donnant les références utiles à sa vérifiabilité et en les liant à la section « Notes et références ».
La Maison d'Osorio est une lignée espagnole originaire du royaume de León, descendant du comte Osorio Martínez. Les comtes de Lemos, Grands d'Espagne de première classe, les marquis d'Astorga et les comtes de Trastamare, entre autres, ont appartenu à cette lignée. Les armoiries de la famille sont les suivantes : sur un champ d'or, deux loups passant de gueules l'un sur l'autre. Le mariage de Pedro Álvarez Osorio, 1er comte de Trastamare, avec Urraca de Moscoso y Castro, 2e comtesse d'Altamira, a donné naissance au nom de famille composé "Osorio de Moscoso" dans leurs descendants.
La famille Osorio peut être fière[Interprétation personnelle ?] de figurer parmi les plus anciennes familles de la noblesse espagnole actuelle. Piferrer dit d'eux que la maison royale et le sang des Osorio sont si anciens que même si l'on ne donnait aucune nouvelle de leur origine, ils seraient bien décorés, et Sandoval écrit que l'ancienneté de leur lignée est telle qu'ils étaient comtes et ducs et de si haut sang, que les rois épousaient leurs filles et qu'ils épousaient les filles des rois.
La famille Osorio avait déjà été anoblie aux XIVe et XVe siècles. En 1369, Henri II de Castille accorda le titre de comte de Villalobos à Álvaro Pérez Osorio, et en 1465, son petit-fils Henri IV de Castille accorda les titres de duc d'Aguiar et de marquis d'Astorga avec grandeur d'Espagne à son descendant Álvaro Osorio de Rojas Manrique. De même, Juana Osorio y Pimentel, qui a épousé Pedro Álvarez de Toledo y Zúñiga, vice-roi de Naples et fils des ducs d'Albe, a succédé à son père Luis Pimentel y Pacheco dans le marquisat de Villafranca del Bierzo, qu'Isabelle la Catholique, reine de Castille, lui avait concédé en 1486.
La famille Osorio descend également des rois de Castille et de León et, en particulier, de la famille Enríquez, amiraux de Castille, une famille de l'aristocratie castillane qui trouve son origine dans l'infant Fadrique, fils du roi Alphonse XI, mort sur ordre de son frère le roi Pierre Ier, pour avoir été impliqué dans des conspirations et des luttes intestines. Alfonso Enriquez, qui a lié sa famille à la position d'amiral de Castille, a épousé Juana de Mendoza, qui lui a apporté une grande richesse et a cultivé la poésie troubadour de style provençal. Le titre d'Alba de Liste a été créé et accordé le 8 août 1459 à Enrique Enríquez.
La branche aînée est représentée par le duc d'Alburquerque (Osorio), en tant que premier né agnatique. Les branches cadettes sont celles des marquis d'Astorga et Cerralbo et des comtes d'Altamira et Cabra (Osorio de Moscoso) et celles des vicomtes de Quintanilla de Flórez (Maison Flórez-Osorio).